# 大森万梨乃
大森 万梨乃（おおもり まりの、1995年2月12日 - ）は、テレビ静岡のアナウンサー。

## 来歴・人物
兵庫県神戸市出身。松蔭高等学校、関西大学社会学部社会学科卒業。「ミス関大2014グランプリ」を獲得した。
2017年4月、テレビ静岡に入社。

## 担当番組
現在
- ただいま!テレビ
- しずおかバカ売れの法則
- FNNテレビ静岡ニュース
- くさデカ

過去
- てっぺん!

## その他の出演
- FNS27時間テレビ (2018年9月8日、フジテレビ）
- ウルトラマンメビウス&ウルトラ兄弟（少女役）
- 監察医 朝顔 第2シリーズ 最終話（2021年3月22日、フジテレビ） - 結婚式場スタッフ 役
- ウチの○○推してください!! 静岡35市町推してみぃ～賞（2021年11月28日、テレビ静岡）